# Muntanyes i núvols
Muntanyes i núvols (Mountains and clouds, en anglès) és una escultura d'Alexander Calder a l'edifici Hart d'oficines del Senat dels Estats Units a Washington DC.

## Història
L'edifici Hart d'oficines del Senat va ser ocupat per primera vegada l'any 1982 i deu el nom al senador de Michigan Philip A. Hart. A diferència dels edificis anteriors, va trencar amb la tradició, ja que presumeix d'un disseny contemporani i un bon rendiment energètic, de manera que alberga cada vegada més personal i diverses innovacions tecnològiques. El centre de l'edifici és un atri amb una alta torre asimètrica de 27 metres i la claraboia il·lumina els passadissos i les oficines.
Mentre es construïa l'edifici, un grup de conservadors es va encarregar d'identificar escultors potencials i establir els criteris per a l'encàrrec d'una obra contemporània per tal d'avivar l'atri. Alexander Calder i quatre artistes més van ser seleccionats per presentar les seves propostes. Klaus Perls, el marxant de Calder, li va proposar el 29 de juliol de 1975, just després de complir 77 anys. Al novembre, es van presentar un esbós i un model de Muntanyes i núvols i, a l'abril de 1976, van acceptar el disseny innovador de Calder, tot i que fins al cap de 10 anys no es va completar.

## Disseny i retards
El 10 de novembre de 1976, Calder va portar una maqueta de Muntanyes i núvols, un model de làmines de metall de 51 centímetres a Washington per presentar-la a Architect of the Capitol (agència federal dels Estats Units que s'encarrega de vetllar per als capitolis del Govern nord-americà a la capital) i acabar de col·locar l'obra. Després d'ajustar petits detalls de dos dels núvols, van aprovar la maqueta tal com estava situada en el model d'atri. Aquesta va ser l'última visita de Calder, ja que va morir d'un atac de cor aquella mateixa nit quan va arribar a Nova York. Malgrat la defunció, l'aprovació de la maqueta i la col·locació de l'obra van significar l'inici de la fabricació d'una escultura abstracta de mida real. Tot i això, el 1979 la fabricació es va retardar i gairebé va ser interrompuda a causa de l'eliminació dels fons públics del pressupost de construcció costós per a l'edifici Hart.
L'ajuda econòmica es va materialitzar el 1982 gràcies al senador Nicholas F. Brady, que creia que l'escultura de Calder era “l'obra adequada per al lloc adequat i per al moment adequat”. Com a senador de Nova Jersey durant vuit mesos —ocupava una vacant i estava pendent de l'elecció d'un successor— Brady volia obsequiar el Senat amb un regal abans de marxar i es va oferir a recaptar els diners necessaris. Juntament amb el col·leccionista d'art filantrop Paul Mellon i el primer Secretari del Tresor C. Douglas Dillon, Brady va formar la Capitol Art Foundation (Fundació d'art del Capitol), que va assolir la tasca. Finalment, l'escultura de Calder es va instal·lar a l'atri de l'edifici Hart l'any 1986.

## Forma
Calder va emfatitzar la simplicitat en el disseny de l'escultura, perquè l'interior de l'atri presenta una estructura complexa de portes, finestres, balcons i caixes de l'escala coronades amb un sostre cassetonat. De la mateixa manera, a causa del marbre blanc polit que domina l'espai, va decidir-se per una superfície negra mat per a tota l'obra. Les muntanyes (estable o stabile) estan formades per quatre plaques d'acer angular planes amb cinc cims de muntanya i dues potes en forma d'arc que es ramifiquen entre si. Aquesta part pesa 36 tones. Els núvols (mòbil o mobile) estan formats per quatre plaques d'alumini curvilínies que s'encavalquen. Com que no hi ha cap font d'aire que els impulsi, els acciona un motor controlat per ordinador, cosa que genera patrons aleatoris. Poc després de la instal·lació, els núvols van deixar de moure's per un problema mecànic amb el disseny de l'orientació principal que impedia que l'eix controlat per un motor fes girar els núvols. Després d'una inspecció a fons del sistema d'orientació, l'oficina del Senat supervisor va concedir un contracte a l'octubre de 2001 per tornar a dissenyar i fabricar un nou sistema d'orientació que tornaria a posar en moviment els núvols.
La col·locació de Muntanyes i núvols fa que l'escultura formi part de l'espai públic totalment irregular de l'edifici i no només de l'atri est. El geni de Calder a l'hora de posicionar-la és la causa del gran èxit de l'obra. Des de les portes est de l'edifici s'entra directament a l'atri. A mesura que s'avança a través del vestíbul de la planta baixa, només s'observa una part de les plaques d'acer negre de les muntanyes i es percep com una superfície plana. Tota la complexa composició només es pot veure quan s'arriba a la unió entre el vestíbul i l'atri. De sobte, l'altura de l'atri i l'escultura sorprenen l'espectador. Posar la gran obra al centre de l'atri podria haver produït una sensació aclaparadora d'opressió o empresonament, però Calder va donar als espectadors prou espai i distància per observar tota l'obra mitjançant la col·locació del tros més proper de la part estable a uns 12 metres de la paret est de l'atri.
L'escultura s'estén fins a un llarg passadís de nord a sud tan alt com l'atri que continua per tot l'edifici. Des d'aquest passadís, la majora d'espectadors veuen primer l'escultura. També es pot veure de seguida en entrar ja sigui per la porta nord o sud, quan una de les potes en forma d'arc de les muntanyes s'endinsen al passadís procedents de l'atri o quan un dels núvols entra o surt de l'espai d'aire del passadís.
Si ens aproximem a Muntanyes i núvols des de l'entrada sud, s'obté una impressió diferent. En primer lloc, només es veuen els dos cims de les muntanyes i sembla que el més alt toqui o es fongui amb el núvol més baix. Des d'aquesta perspectiva, impressiona la unitat que formen la muntanya i el núvol.
Tot i això, la vista més satisfactòria potser és des de la cara nord. L'obra es presenta com una composició oberta, més amena, de dos o tres cims amb potes i núvols que sembla que flotin a davant de les muntanyes. Hi ha un cercle gran que s'obre camí en una de les plaques de muntanya i, així des d'aquesta perspectiva, ofereix un mapa en relleu necessari del conjunt. Les potes en forma d'arc recorden el contrafort volador i, com aquest, proporcionen suport i plaer estètic.
A les parets de l'atri en què hi ha les muntanyes de Calder s'hi poden observar balcons, finestres i passarel·les a diversos nivells. Per tant, d'alguna manera les muntanyes es poden escalar i cada pas de l'ascensió ofereix una vista diferent, de fet, són diferents maneres d'entendre les muntanyes i els núvols. Com en escalada, els núvols distants a poc a poc esdevenen imminents a mesura que es puja, fins que, finalment, l'escalador hi és a sobre.
En la seva etapa inicial, Calder era famós pel seu Circ, en què el seu enginy juganer va aconseguir crear escultures de la mida de joguines. En l'última etapa, la seva escultura sovint semblava aspirar a la condició monumental de l'arquitectura. Al llarg de la seva vida, va crear equivalents escultòrics de peixos, balenes, animals prehistòrics, ocells i constel·lacions d'estrelles, per exemple, el famós Oshkosh. Muntanyes i núvols és la seva última gran obra de temes elementals expressats en un invent poderós que transforma l'espai.